# Чариз Кастро Смит
Чариз Кастро Смит (на английски: Charise Castro Smith) е американска сценаристка, актриса, драматург, продуцент и режисьор. Най-известна е със сценария и режисурата на анимационния филм на Уолт Дисни Къмпани Енканто (2021).

## Личен живот
Чариз Кастро Смит е родена в Маями в семейство с кубинско-американски произход. Тя завършва бакалавърска степен в Университета „Браун“ и получава магистърска степен по актьорска майсторство от Йейлския университет. Докато учи в университета, работи като учителка. Кастро Смит живее в Лос Анджелис със съпруга си актьора Джоби Ърл, с когото се запознава в Йейл.

## Образование
След като придобива бакалавърска степен от Университета „Браун“, Кастро Смит се записва в Йейлския университет, откъдето получава магистърска степен по актьорско майсторство. Въпреки че учи актьорско майсторство, пише пиесата Естрея Крус, която е продуцирана от студентския театър на Йейл. По същото време Паула Фогел, тогавашен ръководител на драматургичната програма, се превръща в неин ментор.

## Кариера

### Вдъхновение
Много от пиесите на Кастро Смит са комедийни, фокусирани върху взаимоотношенията. Тя създава по-сложни женски роли. Нейните пиеси са вдъхновени от еклектична смесица от творби на Шекспир, Южен парк, старогръцки митове и филми на ужасите от 70-те години на XX век.

### Като драматург
През 2008 г. Кастро Смит пише първата си пиеса – Естрея Крус, която е продуцирана от студентския театър на Йейлския университет. В центъра на сюжета е кубинско-американският обрат на старогръцкия мит за богинята Персефона, чието действие се развива през XXI век.
Следващата си пиеса пише през 2011 г.
През 2014 г. пише пиесата Гърбушкото от Севиля, която е поставена в театър в Сиатъл. Гърбушкото от Севиля е вдъхновена от интереса на Смит към това как американците се справят с историята на Колумб и кланетата, произтичащи от неговите действия.
Най-продуцираната творба на Кастро Смит, Пера и зъби, е представена на фестивал през 2013 г. Вдъхновена от Хамлет, филмите на ужасите от 70-те години на XX век и книгата на Джон Ронсън Тестът за психопат: Пътуване през индустрията на лудостта, Пера и зъби се съсредоточава върху 13-годишно момиче, което губи своята майка и смята, че мащехата ѝ е демон. Както при другите пиеси на Кастро Смит, Пера и зъби включва сложна, „луда“ главна женска роля в ексцентрично-комедийна пиеса. В крайна сметка целта на Смит е да използва ужаса като начин да помогне на другите да разберат човешкия опит на обсебване и страх. По-късно пиесата е продуцирана в портландски театър.
През 2017 г. пише либретото на пиесата си Ураганът, която е описана като слабо свързана с Шекспировата Бурята.

### Телевизионна кариера
През 2015 г. Кастро Смит дебютира като телевизионен сценарист в сериала Подли камериерки. През 2016 г. тя работи както като сценарист, така и като продуцент на телевизионния сериал на Фокс Бродкастинг Къмпани Екзорсистът, както и като сценарист и съизпълнителен продуцент на пилотния сериал на Ей Би Си Смъртта на София Валдес. През 2018 г. тя продължава да работи като сценарист и наблюдаващ продуцент за сериала на Нетфликс Свърталище на духове. А през 2019 г. Кастро Смит е сценарист и съизпълнителен продуцент на сериала на Старз Сладко-горчиво.
През 2024 г. Кастро Смит пише сценария за телевизионен сериал на Амазон Прайм Видео.

### Кино
Кастро Смит прави своя филмов дебют във филм на Уолт Дисни Анимейшън Студиос Енканто, съсредоточен върху колумбийско момиче, на което липсват магически сили, въпреки че семейството му ги притежава. Кастро Смит е сърежисьор на филма заедно с режисьорите на Зоотрополис Байрън Хауърд и Джаред Буш и е съавтор на сценария заедно с Буш.